# Manolo Hussein
Manuel de los Reyes Hussein Viera, meglio noto come Manolo Hussein (Las Palmas de Gran Canaria, 21 ottobre 1962), è un allenatore di pallacanestro e dirigente sportivo spagnolo.

## Carriera
Ha guidato Panama ai Campionati americani del 2017.

## Palmarès
- Copa Príncipe de Asturias: 1

Murcia: 2006